# Twaalfde Elfstedentocht
De twaalfde Elfstedentocht werd op 18 januari 1963 verreden en is de geschiedenis ingegaan als de zwaarste Elfstedentocht ooit.

## Weersomstandigheden
In de barre winter van 1963 was 18 januari een bijzonder koude dag. Het vroor bij de start 18° Celsius, bij zwakke wind. Om 9 uur was de temperatuur opgelopen tot ongeveer -4°, maar een noordoostenwind stak rond die tijd op en nam geleidelijk toe tot krachtig. De temperatuur daalde van -6° om 11 uur tot -10° tegen middernacht. De combinatie van matige vorst met de krachtige en af en toe harde oostenwind zorgde voor een zeer lage gevoelstemperatuur (een begrip dat in de meteorologie anno 1963 nog niet bestond). Daarnaast was er veel stuifsneeuw, terwijl over Friesland al een pak van 20 cm sneeuw lag. Het ijs was op veel plekken amper begaanbaar. In het ijs zaten ontelbare scheuren, hobbels en spleten.

## Start
Net als bij de elfde Elfstedentocht was de start van de twaalfde Elfstedentocht bij Posthuma's Spuitinrichting aan de Verlengde Schrans in Leeuwarden. Nadat Jan de Jong de deuren openschoof, renden de wedstrijdrijders naar het Van Harinxmakanaal om de schaatsen onder te binden. Het publiek, dat ook in groten getale het ijs op kwam, zorgde voor een te zware druk. Scheuren verschenen in het ijs waardoor water naar boven kwam. Snel schoof de massa naar de kant. De vele scheuren op het ijs zorgden ervoor dat iedereen die snelheid probeerde te maken al snel ten val kwam. Desondanks wist een groep van ongeveer vijftig man zich van de grote massa los te maken.

## Leeuwarden-Bolsward
In deze grote kopgroep zaten vrijwel alle favorieten. De groep kwam om 7.32 uur de grachten van Sloten opschaatsen. Door het slechte ijs bleef het tempo van de schaatsers laag. Alleen al over het stuk naar Sloten deden zij er 19 minuten langer over dan de kopgroep van de voorgaande Elfstedentocht. Deze editie gingen de rijders bij de sluis van Hindeloopen het bevroren IJsselmeer op, naar Workum. Op weg naar Workum reed Reinier Paping geregeld op kop. Soms sloeg hij een gat met het peloton. Een paar kilometer voor Workum liep hij zomaar honderd meter uit, maar de kopgroep deed een succesvolle poging hem weer op te slokken. Na het stempelen was het opnieuw Paping die in hoog tempo richting Bolsward koerste. Hij rukte de kopgroep uit elkaar, want alleen de sterksten wisten bij hem in de buurt te blijven. Met alleen Jeen van den Berg, Anton Verhoeven, Jan van der Hoorn, Jan Uitham en Albert Weys bij zich schaatste hij in een onverminderd tempo voort. Onder Bolsward moesten Weys en Van der Hoorn afhaken, doordat zij het tempo niet meer konden bijbenen. Vier man schaatsten Bolsward binnen om de volgende 100 kilometer van de tocht af te leggen.

## Bolsward-Leeuwarden
Paping, schijnbaar onvermoeibaar, deed in de buurt van Witmarsum opnieuw een vluchtpoging. Hij liep enkele honderden meters op de drie andere mannen uit. Toen hij Harlingen binnenschaatste kwam hij erachter dat hij drie minuten voorlag op zijn achtervolgers. Deze achtervolgersploeg bestond inmiddels weer uit vier man, doordat Weys weer aansluiting had gevonden bij de groep. Lang hield hij het echter niet vol, want in Franeker kwamen Van den Berg, Verhoeven en Uitham zonder Weys afstempelen.
Bij de stempelpost kregen zij te horen dat Paping inmiddels 11 minuten op hen voorlag. Bij Vrouwbuurtstermolen, waar het ijs onberijdbaar was, trok Paping zijn schaatsen uit en draafde door de sneeuw naar een beter berijdbaar gedeelte. Toen zijn achtervolgers geruchten hoorden dat Paping zo vermoeid was dat hij zijn schaatsen had uitgetrokken, gaf dit hun moed om verder te schaatsen. Vlak voor Dokkum moest Verhoeven afhaken, doordat hij Van den Berg en Uitham niet meer kon bijhouden. Toen zij Paping tegenkwamen, die alweer op de terugweg was, verloren ze de hoop dat zij hem nog zouden kunnen inhalen, maar zetten zij desondanks hun tocht voort.

## Finish
Bij de Groote Wielen, even buiten Leeuwarden, verzamelde zich een grote menigte om de schaatsers te kunnen zien binnenkomen. Groot was de sensatie toen er twee helikopters landden die koningin Juliana en prinses Beatrix brachten. De mensenmassa die op het krakende ijs stond, maakte dat het ijs kon breken, met een grote ramp tot gevolg. Het lukte de politie en het Elfstedenbestuur niet om de massa op de wal te laten toekijken. Wegens het gevaar besloten Juliana en Beatrix de finish vanaf de kant te bekijken. Toen eenling Reinier Paping na de lange tocht eindelijk bij de finish aankwam, in een tijd van 10 uur en 59 minuten, stond hem een ongekende ovatie te wachten. De honderden verzamelde mensen juichten hem toe en er ontstond zo'n chaos dat hij niet direct gehuldigd kon worden.

## Uitslag
| Positie | Naam              | Woonplaats       | Tijd  |
| ------- | ----------------- | ---------------- | ----- |
| 1       | Reinier Paping    | Ommen            | 10.59 |
| 2       | Jan Uitham        | Noorderhoogebrug | 11.21 |
| 3       | Jeen van den Berg | Heerenveen       | 11.23 |
| 4       | Albert Weijs      | Blankenham       | 11.23 |
| 5       | Henk Ottema       | Tolbert          | 11.33 |
| 6       | Henk Arendz       | Goëngahuizen     | 11.33 |
| 7       | Max Uitham        | Noorderhoogebrug | 11.34 |
| 8       | Aad de Koning     | Purmerend        | 11.37 |
| 9       | Piet Venema       | Heerenveen       | 11.38 |
| 10      | Fedde Veldstra    | Akkrum           | 11.41 |

## Schaatsers
Terwijl Paping toegejuicht werd, waren de andere schaatsers nog bezig met het afleggen van de tocht. Het weer werd slechter en slechter. Schaatsers hadden moeite om de goede richting te vinden en velen werden sneeuwblind. Anton Verhoeven botste zelfs blindelings tegen een woonschuit op. Vaak bonden de rijders de schaatsen af om gedeelten te voet af te leggen. Het uitvalpercentage van de tocht is legendarisch geworden. Van de 568 wedstrijdrijders wisten slechts 57 binnen de vereiste 2 uur na de winnaar binnen te komen. Van de 9294 toertochters die aan de tocht waren begonnen konden er aan het eind van de dag slechts 69 (0,74%) het Elfstedenkruisje in hun handen houden.
Tot de weinige schaatsers die de tocht uitreden, behoorde de latere schaatstrainer Henk Gemser. De latere schaatskampioene Stien Kaiser en de latere voorzitter van de Vereniging de Friesche Elf Steden Henk Kroes moesten bij Franeker de tocht verlaten.
Geen van de deelnemende vrouwen haalde de finish. Meike de Vlas werd bij Vrouwbuurtstermolen van het ijs gehaald en staat sinds lang te boek als de beste vrouw. In 2025 onderzocht vereniging De Friesche Elf Steden op basis van nieuwe filmbeelden of het echter niet Annigje van Dijk-Bajema was die de tocht het verst had uitgereden: zij gaf op bij Bartlehiem.

## Televisie
Deze Elfstedentocht was de eerste die rechtstreeks op de televisie werd uitgezonden. De uitzending werd gepresenteerd door Koos Postema. Arie Kleijwegt versloeg de doorkomst in Bartlehiem.

## Film
Eind 2009 draaide in de Nederlandse bioscoopzalen de film De Hel van '63 over de twaalfde Elfstedentocht. De film werd geregisseerd door Steven de Jong en gaat vooral over vier toerrijders.